# Notation descriptive

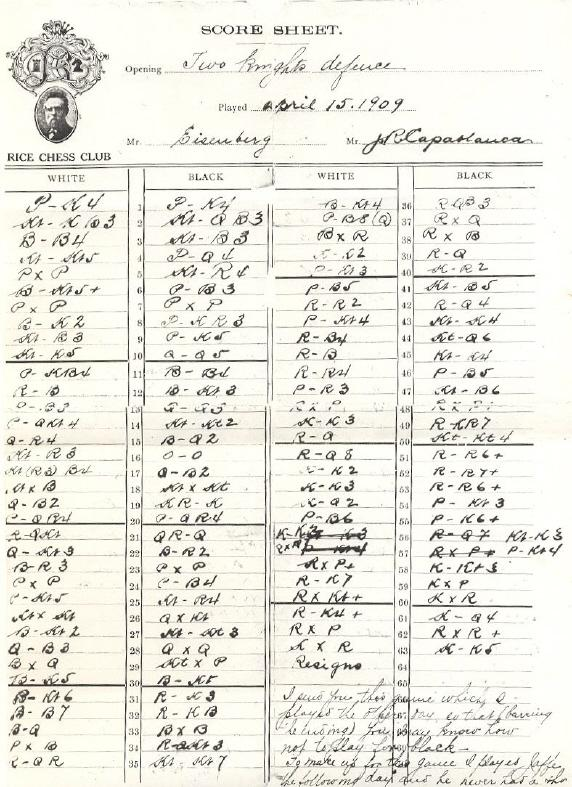
Une feuille de partie en notation descriptive ; ici, celle de Capablanca.

La notation descriptive est utilisée pour transcrire les parties d’échecs.
Elle est apparue vers les XIe – XIIe siècles dans les premiers livres arabes, puis s’est répandue en Occident avec le jeu lui-même. Utilisée jusqu’à la fin du XXe siècle dans les pays anglo-saxons et hispaniques, elle est aujourd’hui abandonnée, du fait de sa relative complexité, au profit de la notation algébrique, plus simple à utiliser.

## Description

Échiquier avec le nom des cases de la notation descriptive. La couleur de la fonte de caractères utilisée exprime le point de vue des noirs ou des blancs.

Chaque mouvement est décrit par rapport au camp qui joue le coup considéré.
Les déplacements sont indiqués par l’initiale de pièce jouée et la situation de la case d’arrivée par rapport à la pièce se trouvant sur cette colonne dans la position initiale.
Par exemple : P4R signifie que le pion a avancé sur la 4e case de la colonne du roi ; T5FR signifie que la tour s’est déplacée sur la 5e case de la colonne du fou du roi.
La prise est indiquée par les initiales des pièces prenante et prise séparée d’une croix : PxC signifie que le pion a pris le cavalier.
La promotion d'un pion se note en faisant suivre immédiatement la description du coup par un signe égal (=) ou deux-points (:) suivi du nom de la pièce obtenue; l'indication d'un échec ou d'un mat éventuels (ci-dessous) vient ensuite, par exemple P8D=D ou PxC:D≠
Lorsque plusieurs pièces de même nature peuvent accéder à la même case, on précise s’il s’agit de la pièce située du côté de la dame ou celle situé du côté du roi. Ainsi TD3FR signifie que la tour de la dame s’est déplacé sur la colonne du fou du roi.
De même, lorsqu’une pièce peut prendre plusieurs pièces de même nature, on précise si la pièce prise est située du côté du roi ou de la dame : FxCD (signifiant le fou prend le cavalier de la dame). Si tout cela ne suffit pas pour lever l'ambiguïté, par exemple entre deux pièces situées sur la même colonne, le nom de la case est indiqué entre parenthèses immédiatement après celui de la pièce correspondante, par exemple C(3FR)xD ou TxC(6R)
Dans les langues (par exemple en anglais, cf. figure ci-contre) où le numéro de la rangée est indiqué après le nom de la pièce qui définit la colonne, les noms de la pièce déplacée et de la colonne sont séparées par un tiret (-) s'il n'y a pas prise.
Le roque est indiqué en toutes lettres en précisant, le cas échéant, le côté roi ou le côté dame.
La prise en passant est indiquée par les initiales e.p.
L’échec est indiqué par le signe + et le mat par ≠

## Exemple de partie
Voici une des variantes du mat de Legall en notation algébrique abrégée :

1 e4 e5 2 Cf3 d6 3 Fc4 Fg4 4 Cc3 a6 5 Cxe5 Fxd1 6 Fxf7+ Re7 7 Cd5#
La même partie en notation descriptive donne :

1 P4R P4R 2 C3FR P3D 3 F4F F5C 4 C3F P3TD 5 CxP FxD 6 FxP+ R2R 7 C5D ≠
La même partie en notation descriptive anglaise donne:
1.P-K4 P-K4 2.N-KB3 P-Q3 3.B-B4 B-N5 4.N-B3 P-QR3 5.NxP BxQ 6.BxP+ K-K2 7.N-Q5‡
Au sixième coup blanc, il n’est pas nécessaire d’indiquer le pion pris, car l’échec donne cette précision.

## Inconvénients
Le fait d’indiquer les coups joués en faisant référence alternativement à son camp et à celui de son adversaire induit de fréquentes erreurs.
Le cas où deux pièces de même nature sont situées sur la même colonne et peuvent se rendre sur la même case est impossible à transcrire, il faut alors préciser la case d'origine.